# Parvicidaris
Parvicidaris is een geslacht van uitgestorven zee-egels uit de familie Triadocidaridae.

## Soorten
- Parvicidaris microapicalis Smith, 1994